# HK Prizma Riga
Der HK Prizma Riga (lettisch vollständig Hokeja Kluba Prizma Riga) ist ein lettischer Eishockeyclub, der 1998 gegründet wurde und zwischen 2001 und 2003 neben der lettischen Eishockeyliga an der East European Hockey League teilnahm. Seit 2010 spielt die Mannschaft wieder in der lettischen Liga und wurde 2014 erstmals lettischer Meister.

## Geschichte
Der HK Prizma Riga wurde 1998 gegründet und nahm zunächst als Spielgemeinschaft gemeinsam mit Latvijas Bērzs an der lettischen Eishockeymeisterschaft teil. Zwischen 2001 und 2003 spielte der Verein zusätzlich in der Division B der East European Hockey League. 2002 zog sich der Verein in die zweite lettische Spielklasse zurück und erreichte dort den dritten Platz.
In der Spielzeit 2003/04 trat der Club als Spielgemeinschaft mit der Sportschule von Helmuts Balderis unter dem Namen BHS Prizma Riga 86 wieder in der lettischen Meisterschaft an und erreichte den siebten Platz. Danach zog man die Mannschaft erneut zurück und spielte in der zweiten Liga, während die U18-Junioren des Vereins an der lettischen U18-Meisterschaft teilnahmen.
In der Spielzeit 2008/09 trat eine Spielgemeinschaft mit Hanza Riga unter dem Namen HS Riga/Prizma-Hanza an und belegte Platz sechs in der regulären Saison. Heute betreibt der Verein eine Sportschule, an der Diplome für Eishockey und Eiskunstlauf erworben werden können.
Seit 2010 nimmt wieder eine Mannschaft des Clubs an der lettischen Eishockeyliga teil. In der Saison 2013/14 wurde das Team erstmals lettischer Meister, nachdem in den Endspielen der Playoff-Serie der Hauptrundenmeister HK Kurbads mit 4:2 Siegen bezwungen werden konnte.

## Bekannte ehemalige Spieler
- Armands Bērziņš
- Edijs Brahmanis
- Kaspars Daugaviņš
- Ralfs Freibergs
- Guntis Galviņš
- Mārtiņš Karsums
- Artūrs Kulda
- Miķelis Rēdlihs
- Aleksejs Širokovs